# Governatorato di Gharbiyya
Il governatorato di Gharbiyya (trascritto anche Gharbiya o Gharbyya, in arabo  محافظة الغربية‎?) è un governatorato dell'Egitto, situato a nord della capitale Il Cairo.
Il capoluogo è Tanta.

## Geografia
Il governatorato si trova nel Delta del Nilo, tra il ramo di Rosetta (ovest) e quello di Damietta (est).
L'area è molto densamente abitata ed è famosa per la manifattura del cotone.
Altre città importanti sono:
- El-Mahalla El-Kubra,
- Kafr El-Zayat.